# Baldwin (Illinois)
Baldwin és una població dels Estats Units a l'estat d'Illinois. Segons el cens del 2000 tenia 3.627 habitants.

## Demografia
Segons el cens del 2000, Baldwin tenia 3.627 habitants, 156 habitatges, i 114 famílies. La densitat de població era de 2.090,1 habitants/km².
Dels 156 habitatges en un 42,9% hi vivien nens de menys de 18 anys, en un 55,8% hi vivien parelles casades, en un 13,5% dones solteres, i en un 26,3% no eren unitats familiars. En el 23,7% dels habitatges hi vivien persones soles el 10,9% de les quals corresponia a persones de 65 anys o més que vivien soles. El nombre mitjà de persones vivint en cada habitatge era de 2,78 i el nombre mitjà de persones que vivien en cada família era de 3,23.
Per edats la població es repartia de la següent manera: un 3,9% tenia menys de 18 anys, un 23,2% entre 18 i 24, un 60,2% entre 25 i 44, un 11,1% de 45 a 60 i un 1,7% 65 anys o més.
L'edat mediana era de 31 anys. Per cada 100 dones de 18 o més anys hi havia 2,240,3 homes.
La renda mediana per habitatge era de 32.083 $ i la renda mediana per família de 31.528 $. Els homes tenien una renda mediana de 22.096 $ mentre que les dones 25.147 $. La renda per capita de la població era de 13.009 $. Aproximadament el 8,1% de les famílies i el 9,3% de la població estaven per davall del llindar de pobresa.

## Poblacions més properes
El següent diagrama mostra les poblacions més properes.